# Guerra medievale

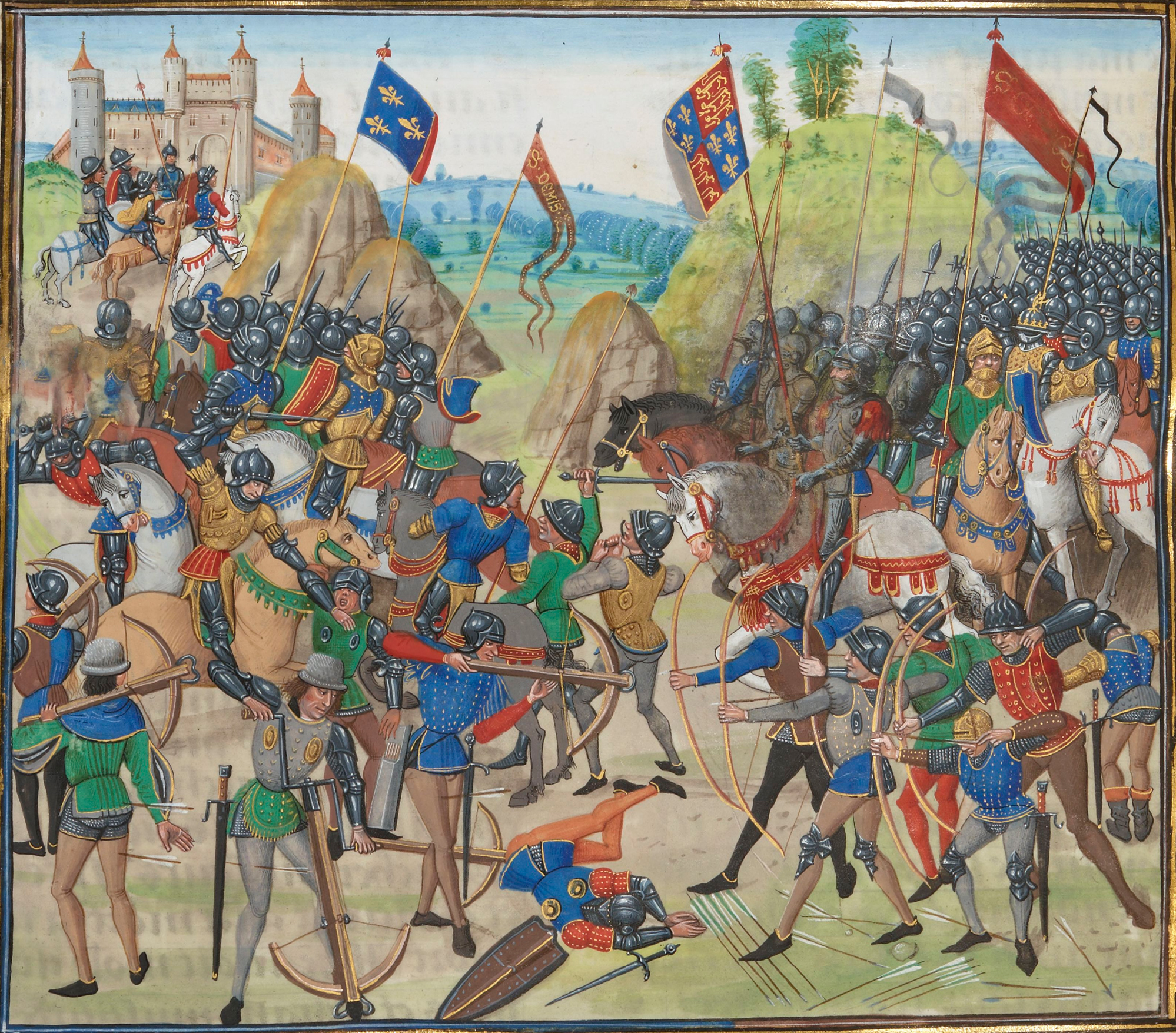
La battaglia di Crécy combattuta tra Inghilterra e Francia nel 1346 durante la Guerra dei cent'anni

La guerra medievale è la guerra nel Medioevo europeo. Sviluppi tecnologici, culturali e sociali resero inevitabile una vistosa trasformazione nel carattere della guerra come veniva praticata nell'antichità, cambiando le tattiche ed il ruolo della cavalleria ed artiglieria. Simili schemi bellici esistevano in altre parti del mondo.
In Cina attorno al XV secolo gli eserciti passarono da una struttura imperniata su masse di fanteria al modello di forze armate che avevano il proprio nerbo nella cavalleria, ad imitazione dei popoli nomadi della steppa. Il Medio Oriente ed il Nordafrica usavano metodi ed equipaggiamenti simili a quelli europei, e si verificò un considerevole scambio di tecniche e di tattiche fra le due culture. È opinione piuttosto diffusa che il Medioevo in Giappone si sia protratto fino al XIX secolo. Analogamente in Africa - nel Sahel e nel Sudan stati come il regno di Sennar e l'impero Fulani impiegarono tattiche ed armi medievali per tutto l'Ottocento.

## Origini della guerra medievale
Forse la più importante novità tecnologica fu l'introduzione della staffa in ferro o leghe resistenti agli urti delle battaglie, che arrivò in Europa nell'VIII secolo, ma che era utilizzata anche anteriormente in Cina e Medio Oriente. La staffa, assieme all'allevamento dei cavalli consentì la nascita di una cavalleria più potente.
I primi imperi, come quello romano, usavano combattenti montati principalmente come esploratori o ausiliari. La staffa portò invece in primo piano la cavalleria, mettendo in condizione i cavalieri di imbracciare una lancia con efficacia e svolgere azioni di appoggio laterali in profondità, impiegando armi da getto. In Europa, il cavaliere dotato di corazza pesante assunse un'importanza centrale. In Mongolia, gli arcieri a cavallo, armati "alla leggera", fecero altrettanto. In Cina e nel Medio Oriente, le forze principali rappresentavano una sorta di via di mezzo tra questi due estremi.

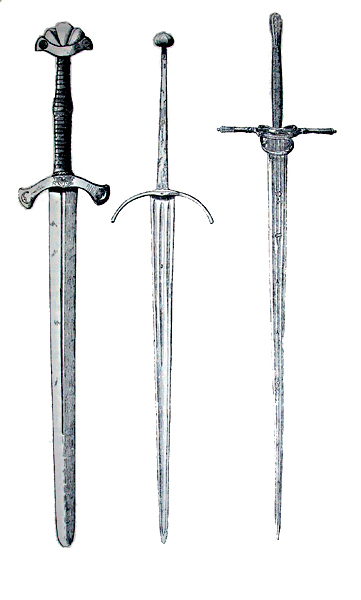
Spade medievali

Molti considerano la battaglia di Adrianopoli, occorsa nel 378, come fine dell'Impero romano ed inizio del Medioevo. Questo scontro, ad ogni modo, dimostrò la superiorità della cavalleria sulle forze terrestri tradizionali, e ciò contribuì a marcare il carattere che la guerra medievale avrebbe mantenuto per parecchi secoli.
I nuovi eserciti ebbero al centro piccole unità di cavalieri, elitarie e costosissime; questo era al contempo effetto e causa dell'ordine sociale del tempo. Essere un cavaliere implicava grande abilità e prolungato addestramento, di conseguenza, al contrario di quanto avveniva negli antichi eserciti cittadini, il "mestiere delle armi" rappresentava una professione a tempo pieno. Per ulteriore conseguenza, si radicava una netta stratificazione della società tra nobiltà e gente comune. La nobiltà feudale acquisì notevole potere in una fase in cui lo Stato centralizzato dimostrava tutta la propria debolezza. Diveniva al contempo sempre più difficile riunire forze numerose e ben organizzate quali erano state le legioni romane. Piuttosto, il grosso degli armati era composto di contadini, arruolati forzatamente o di mercenari. In alcune regioni, come l'Inghilterra alto medievale e la Scandinavia o la Spagna pure nell'Alto medioevo, gli yeomen (termine inglese per designare il libero agricoltore che coltiva il proprio fondo) davano vita ad una fanteria relativamente ben equipaggiata.
Anche la fine - come il sorgere - del modo medievale di combattere fu determinato da cambiamenti tecnologici e sociali: una reviviscenza del potere dei governi centrali consentì l'affermazione di eserciti permanenti, o semi-permanenti, come ad esempio in Francia le compagnie d'ordonnance.

## Strategia e tattica

### Dispiegamento delle forze
È probabilmente un errore parlare di eserciti medievali "europei" nel periodo in esame, poiché l'Europa era assai differenziata culturalmente, la maggior parte delle regioni avendo caratteristiche peculiari e non assimilabili ad altre. Gli studiosi inglesi e statunitensi al proposito si sono decisamente concentrati sulle prassi belliche anglo-francesi, ma questa impostazione dottrinale ha evidentemente il vizio di confondere la parte con il tutto. Tanto premesso, esporremo comunque in sintesi i principali risultati di una tale elaborazione, che, malgrado il limite appena descritto, è in ogni caso di pieno rilievo.
Gli eserciti medievali anglo-francesi potevano essere divisi in tre sezioni, chiamati "battaglie" o "battaglioni" - l'avanguardia (o vaward), il centro (o 'battaglia principale') e la retroguardia. L'avanguardia era spesso composta di arcieri ed eventualmente altri tiratori muniti di armi a lunga gittata, come frombole, pietre e - meno frequentemente - catapulte leggere. Il centro constava di fanteria e cavalieri corazzati, mentre nella retroguardia operavano unità di cavalleria più agili.
L'ordine di marcia normale seguiva il senso dei rispettivi nomi: avanguardia, centro, retroguardia. Giunti sul teatro dello scontro, di regola le tre "battaglie" si disponevano sul terreno nello stesso ordine, da destra a sinistra. Tuttavia, quando gli eserciti crescevano di numero divenendo sempre meno "maneggevoli", capitava sovente che le varie sezioni si disponessero sul campo semplicemente com'erano arrivate.
Ogni sezione si schierava o in linea o per blocchi. Una formazione lineare presentava il vantaggio che tutti i soldati potessero prender parte alla battaglia almeno una volta (specialmente quelli che disponevano di armi a lunga gittata, quali gli archi lunghi inglesi od altri tipi di archi); una carica di cavalleria poteva facilmente disperdere una formazione in linea.

Per converso, una formazione a blocco era generalmente più robusta, ma comportava un rallentamento nell'impiego delle file più arretrate (o addirittura ne escludeva la partecipazione, come successe ai francesi alla battaglia di Azincourt del 1415). Le formazioni a blocco davano il vantaggio dell'"uomo di scorta" nel caso venissero colpiti i soldati di prima linea, ed erano spesso piuttosto dure da scompaginare, specie se l'esercito era ben addestrato.
La cavalleria poteva essere disposta in parecchi modi, secondo la situazione. Se un drappello di cavalieri era senz'altro efficace, una cavalleria a ranghi serrati, operante a "lancia in resta", rappresentava una forza devastante. La formazione più comune era quella in linea: i cavalieri si disponevano in una lunga schiera, di solito con la profondità di tre o quattro righe e poi caricando. Ad ogni modo, un reparto di fanteria ben addestrato poteva reggere un tale urto, così alcune unità impiegavano formazioni a cuneo. I cavalli venivano disposti in un grande triangolo, che al centro presentava la cavalleria più pesantemente corazzata. Quando il cuneo veniva a contatto con la linea dei fanti, il più delle volte riusciva ad aprire una falla, consentendo agli attaccanti un successivo assalto di fanteria sul medesimo punto, che poteva mettere in rotta le forze restanti.
Per contrastare il predominio della cavalleria sul campo di battaglia, l'espediente più diffuso era l'uso di picche, aste acuminate che talora superavano i sei metri di lunghezza. Quando la cavalleria caricava, i picchieri si disponevano in quadrato o in cerchio, il che impediva ai cavalli di penetrare troppo a fondo nelle linee dei fanti. Con la protezione - ai fianchi e sul retro - di un congruo schieramento di picche, gli eserciti potevano muovere su posizioni efficaci senza subire minacce.
Un altro metodo, tipico degli inglesi, consisteva nell'impiego massivo di arcieri. L'arco lungo inglese (il longbow), era un'arma veramente micidiale in mano ad esperto tiratore, e i britannici scoprirono che - quando erano tempestati da migliaia di arcieri che tiravano all'unisono - ben pochi eserciti avversari erano in grado di sferrare un assalto frontale sostenuto da cavalleria o fanteria leggera. Durante la Guerra dei cent'anni, diversi cavalieri francesi riferirono di aver visto «il giorno trasformarsi in notte a causa della nuvola di frecce che piovevano dal cielo». Un esempio cruciale della tremenda potenza del longbow fu la famosa battaglia di Crécy nel 1346, durante la quale gli arcieri inglesi distrussero i balestrieri mercenari genovesi e la nobile cavalleria di Filippo VI di Francia. Le cause della supremazia dell'arco sulla balestra furono allora dovute alla pioggia che bagnò le corde, all'assenza degli scudi (i pavesi) dietro i quali i balestrieri dovevano ripararsi per ricaricare, e il tempo necessario a ricaricare le balestre (massimo due colpi al minuto; si stima per contro che in media ogni arciere inglese scoccasse almeno 10-12 frecce al minuto).
Dopo parecchie salve contro le linee nemiche, la fanteria e la cavalleria inglesi assestavano il colpo di grazia.

### Impiego delle forze
Il livello di esperienza e di abilità tattica degli eserciti medievali variava ampiamente. Per le battaglie maggiori, la programmazione tipicamente si svolgeva in un consiglio di guerra fra i comandanti, che poteva risolversi tanto nell'esposizione di un piano di battaglia organico, quanto in un chiassoso dibattito tra i diversi capi, a seconda di quanta autorevolezza possedeva il generale in capo.
Le comunicazioni campali prima dell'avvento dei mezzi tecnologici moderni erano ardue. Prima che fossero disponibili telefoni e radio, i messaggi erano trasmessi tramite segnali musicali, comandi a voce, messaggeri, o segnali visivi (stendardi, orifiamma, striscioni, bandiere e così via).
La fanteria, tiratori compresi, di regola veniva impiegata tipicamente in apertura della battaglia, per scompaginare le formazioni dei fanti avversari, mentre la cavalleria aveva il compito di opporsi alla propria controparte. Quando uno dei contendenti avesse conquistato la superiorità nella cavalleria (o l'avesse posseduta fin dal principio), avrebbe tentato di sfruttare la perdita di coesione nella fanteria avversaria, conseguente alla mischia, per assalirla con l'intento di metterla in rotta. Non era una faccenda semplice, ma anzi richiedeva un'attenta scelta di tempo, giacché una fanteria ordinatamente disposta spesso poteva avere la meglio sugli attaccanti montati. Puri scontri tra fanterie spesso si protraevano per molto tempo.
I cannoni vennero utilizzati a partire dal Basso Medioevo. Tuttavia, la loro cadenza di tiro assai modesta (spesso un solo colpo per un'intera battaglia), per giunta accompagnata dall'imprecisione, ne fece soprattutto un'arma psicologica, più che una valida arma anti-uomo.
Successivamente, una volta che si diffusero i cannoni "a mano", la cadenza di tiro venne solo leggermente migliorata, ma i cannoni divennero molto più facili da puntare, in gran parte a causa delle dimensioni più ridotte, e del fatto che rimanevano più vicini a chi li manovrava. Gli operatori potevano facilmente essere protetti, perché i cannoni erano più leggeri e potevano essere spostati con rapidità di gran lunga superiore. Ad ogni modo, un'artiglieria campale degna di questo nome e realmente efficace non apparve, e tanto meno si diffuse, prima dell'esordio dell'età moderna.

### Ritirata
Una ritirata precipitosa poteva causare un numero di caduti ampiamente superiore a quello derivante da un ripiegamento ordinato.

Quando la parte soccombente iniziava a ritirarsi, la celere cavalleria che faceva parte della retroguardia del vincitore si lanciava sul nemico in fuga, mentre la fanteria proseguiva nel proprio attacco. Nella maggior parte delle battaglie medievali poteva accadere che le perdite maggiori si avessero in fase di ritirata piuttosto che durante il combattimento vero e proprio, poiché i cavalieri riuscivano presto e facilmente ad eliminare fanti ed arcieri non più protetti dalla cortina dei picchieri.

## Fortificazioni

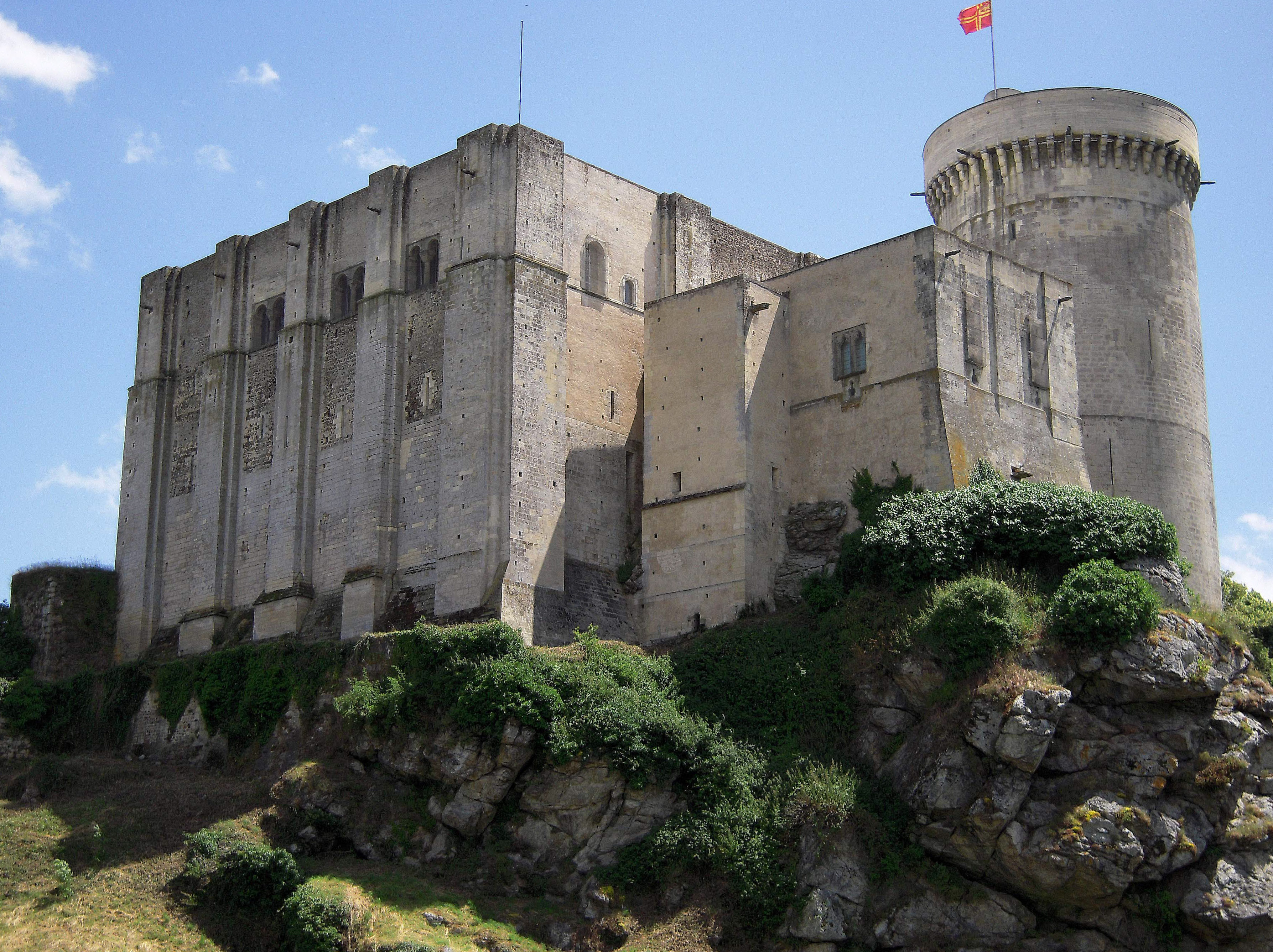
Lo Château de Falaise in Francia.

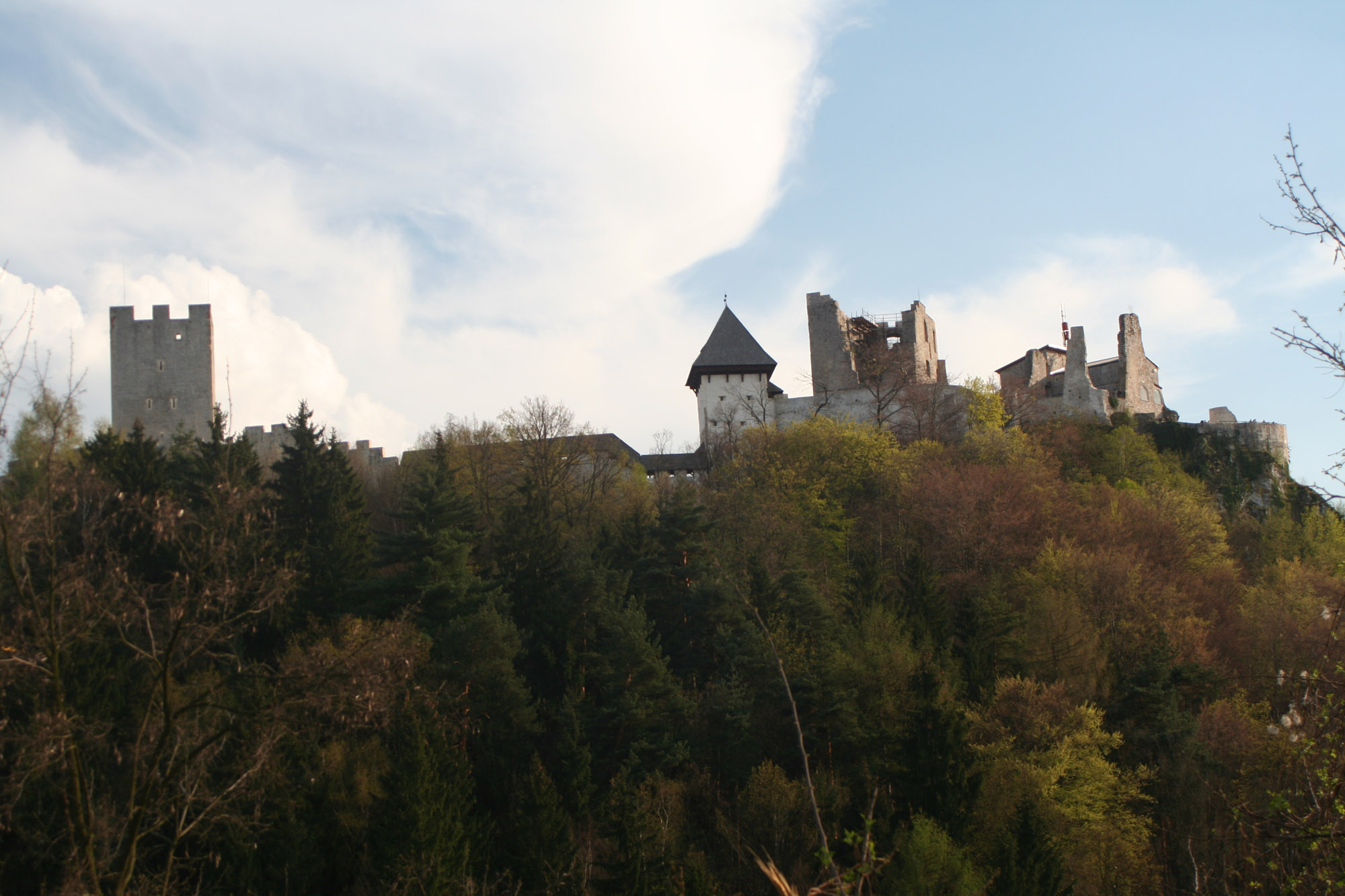
Il castello alto di Celje in Slovenia.

Il disfacimento degli stati centralizzati determinò il sorgere di vari gruppi dediti alla scorreria su larga scala quale fonte di sostentamento. In ciò si distinsero particolarmente i vichinghi (ma non furono da meno arabi, mongoli e magiari).
Poiché si trattava normalmente di gruppi piccoli, che avevano l'esigenza di spostarsi velocemente, costruire fortificazioni si rivelò una scelta idonea a garantire rifugio e protezione alle persone, così come il benessere materiale della regione che provvedeva in tal senso.
Vi fu un'evoluzione di questi manufatti nel corso del Medioevo, fino a consacrare quale struttura paradigmatica del genere il castello, parola che nell'immaginazione di molti rappresenta un istintivo sinonimo di Medioevo.
Il castello, sede permanente delle élite locali, fungeva da luogo di rifugio per le popolazioni della zona, e dal suo interno si potevano inviare truppe a contrastare le scorrerie, o a frustrare gli sforzi, condotti da più numerosi eserciti, di rifornirsi depredando la regione. Ciò era reso possibile da quella superiorità locale - sui "cercatori di provviste" - che (in assenza del castello) non si sarebbe potuta vantare sull'intera schiera ostile.
Le fortificazioni offrivano molteplici vantaggi: davano riparo nei confronti di eserciti troppo grossi per essere affrontati in campo aperto; annullavano il ruolo della cavalleria pesante.
Costruire macchine d'assedio, poi, richiedeva molto tempo, e di rado poteva portare qualche frutto in assenza di un'idonea attività preparatoria; molti assedi potevano perciò aver bisogno di mesi, se non di anni, prima di indebolire o demoralizzare i difensori, e solide fortificazioni, munite di adeguate provviste, potevano perciò decidere di un conflitto come arma puramente difensiva.

### Tecniche dell'assedio medievale
Nell'epoca in esame gli assedianti utilizzavano un ampio ventaglio di macchine d'assedio: scale a pioli, arieti, torri d'assedio e vari tipi di catapulta, quali il mangano, l'onagro, la balista ed il trabucco. Fra queste tecniche andavano annoverate anche le pratiche di scavo.

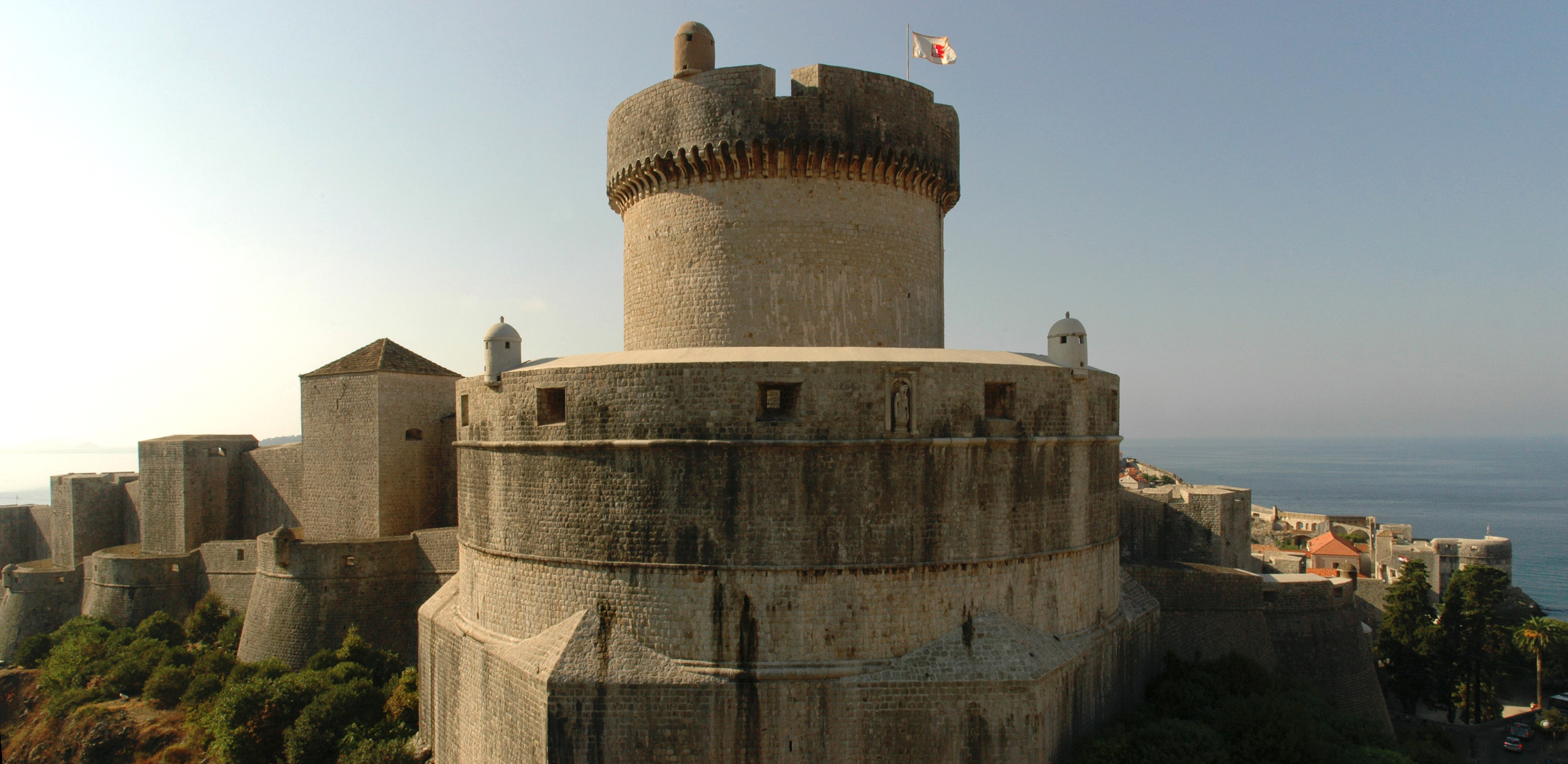
Le mura di Ragusa sono una serie di mura difensive in pietra, mai violate da un esercito ostile, che hanno circondato e protetto la città marittima di Ragusa (Repubblica di Ragusa), in Dalmazia.

I progressi nella conduzione degli assedi incoraggiarono lo sviluppo di una serie di contromisure. In particolare, le fortificazioni medievali divennero sempre più solide - ad esempio, ai tempi delle Crociate, comparve il castello concentrico - e sempre più insidiose per gli attaccanti - come testimonia il crescente uso di trabocchetti, botole, e dispositivi per il getto di pece fusa, acqua bollente (non olio, come viene erroneamente creduto: era un bene troppo prezioso), piombo fuso o sabbia arroventata.
feritoie, porte segrete per le sortite, e profondi canali colmi d'acqua erano ugualmente essenziali per resistere agli assedi a quei tempi. I progettisti dei castelli prestavano particolare attenzione alla difesa delle entrate, proteggendo le porte con ponti levatoi, grate scorrevoli e barbacani.
Pelli di animali umide erano spesso stese sopra le porte per contrastare gli incendi. Fossati ed altre difese idrauliche, sia naturali, sia modificate ad arte, erano altrettanto importanti.
Nel Medioevo europeo virtualmente ogni grande città aveva le sue mura - Ragusa in Dalmazia ne è un suggestivo e ben conservato esempio - e le città più importanti avevano cittadelle, forti o castelli. Si facevano grandi sforzi per garantire un'adeguata scorta d'acqua in caso d'assedio. Talora venivano scavate lunghe gallerie sotterranee per portare acqua alla città. In città medievali quali Tábor in Boemia, venivano impiegati complessi sistemi di tali gallerie sia per l'immagazzinamento, sia per le comunicazioni. Contro tali difese, a volte gli assedianti facevano ricorso alla maestria nell'escavazione di squadre di zappatori ben addestrati.
Fino all'introduzione della polvere da sparo (e alla conseguente maggior velocità che veniva impressa ai proiettili dalle nuove armi), il rapporto di forze - anche sul piano meramente logistico - pendeva nettamente a favore degli assediati. Dopo detta invenzione, i tradizionali metodi di difesa si rivelarono sempre meno efficaci nei confronti di un assediante risoluto.

## Organizzazione

### Cavalieri
Un cavaliere medievale, di norma, era un soldato "montato" e munito di armatura, spesso legato alla nobiltà se non addirittura alla casa reale, sebbene (specie nel nord-est europeo) i cavalieri potessero essere uomini di estrazione sociale alquanto umile, e perfino "non liberi".
Il costo delle armature, dei cavalli e delle armi era ingente. Ciò, assieme ad altre cause, contribuì a trasformare il cavaliere (almeno nell'Europa occidentale), in una classe sociale distinta dagli altri guerrieri.
Durante le Crociate, sacri ordini di cavalieri combatterono in Terra santa.

### Cavalleria pesante
La cavalleria pesante, armata con spade e lance, giocava una parte di spicco nelle battaglie medievali. Reparti di tale tipo venivano spesso impiegati per caricare le formazioni nemiche.

### Fanteria
Il ruolo della fanteria è stato ignorato nel passato da scrittori che rivolgevano la propria attenzione soltanto alla figura dei cavalieri, ed alla connessa cavalleria pesante. La fanteria era reclutata ed addestrata in un'ampia varietà di modi nelle diverse regioni europee e nei vari periodi che assieme compongono il Medioevo (un arco di circa mille anni); ad ogni modo, i fanti hanno probabilmente sempre costituito il grosso di un esercito medievale da campagna.
Era normale, nelle guerre che si protraevano a lungo, l'impiego di fanti mercenari. Per lo più gli eserciti annoveravano rilevanti aliquote di picchieri, arcieri ed altri soldati appiedati. Negli assedi, che forse erano la fase più comune della guerra medievale, le unità di fanteria trovavano impiego come componenti delle guarnigioni ed arcieri, oltre ad altre posizioni.
Esistevano diversi tipi di fanteria, che variavano a seconda dei territori in cui venivano utilizzate. Ad esempio nel nord-ovest Europa gli schieramenti di fanteria utilizzavano armi da mischia come l'ascia ad una mano, il che li rendeva imbattibili contro la fanteria leggera, ma vulnerabili alla cavalleria

### Il reclutamento o leva dei soldati
Nell'Alto Medioevo era dovere morale e cavalleresco di ciascun nobile rispondere al richiamo bellico fornendo "di tasca propria" uomini e mezzi, arcieri e fanteria, oltre, naturalmente, alla propria personale e valorosa partecipazione alla guerra. Un tale sistema decentrato era reso necessario dall'ordine sociale di quel tempo, ma produceva forze eterogenee per addestramento, equipaggiamento ed attitudine militare.
A partire dall’età longobarda sino all’XI secolo nelle sue diverse fasi politiche e istituzionali si può osservare una continuità nella leva militare, che era obbligatoria e avvenne per censo e su base urbana.
Un ufficiale pubblico chiamava alle armi gli uomini, di questi, una parte (generalmente i fanti) rimaneva in città per la difesa delle mura, mentre una parte (più probabilmente solo i cavalieri) seguiva l’ufficiale nelle spedizioni locali e per unirsi all’esercito regio.
L’organizzazione del reclutamento su base cittadina dell’esercito longobardo appare dunque il modello seguito nel Regno d’Italia nei secoli successivi. Nei secoli IX e X rimase attivo l’impianto degli ufficiali pubblici (conti e marchesi, e poi vescovi) incaricati della leva militare, che iniziò a essere integrata da contingenti di signori laici ed ecclesiastici. L’esercito regio, dall’epoca carolingia all’XI secolo, diventò quindi una coalizione di eserciti urbani e vassallatici al seguito del re, proprio come, nel XII secolo l’esercito, imperiale di Federico I di Svevia era formato da contingenti urbani forniti dai comuni fedeli all’impero e vassallatici dei grandi signori territoriali (il marchese di Monferrato, i Malaspina, il conte di Biandrate, solo per citare alcuni esempi).
I contingenti cittadini dell’esercito regio, dunque, continuarono tra IX e XI secolo a essere reclutati per la difesa locale delle mura e per partecipare alle spedizioni del re.
Questi eserciti divennero, nel XII secolo, gli eserciti comunali, possiamo quindi osservare come, l’obbligatorietà del servizio militare urbano, attestata in tutti gli statuti cittadini di età comunale, sia la diretta prosecuzione dell’Eribanno carolingio, ovvero l’obbligo di servire nell’esercito per quaranta giorni all’anno, grossomodo la stessa durata ancora in vigore in età comunale.
Benché lo stato carolingio si sia sgretolato lentamente tra X e XI secolo, gli eserciti urbani dell’Italia centro-settentrionale continuarono a essere mobilitati (prima dal conte e dal vescovo e poi dai consoli) e impiegati sia in difesa della città che operazioni militari.
Al crescere del potere dei governi centralizzati, si verificò una reviviscenza degli eserciti di cittadini che avevamo conosciuto nel periodo classico, ed al contempo la coscrizione esercitata nella classe agraria si palesò quale strumento di centrale importanza nell'organizzazione bellica. L'Inghilterra era uno degli stati medievali più centralizzati, e gli eserciti che essa schierò nella Guerra dei Cent'anni erano per lo più composti di professionisti che percepivano una retribuzione. In teoria, ogni inglese doveva prestare servizio in armi per almeno quaranta giorni. Quaranta giorni non erano un periodo di tempo sufficiente per una campagna, specie se essa si svolgeva sul continente europeo. Pertanto venne introdotto nel XII secolo lo scutagim (che traeva il suo nome dal latino scutum, lo scudo dei fanti dell'antica Roma), istituto per cui molti inglesi pagavano per essere esentati dal servizio: anche in virtù di quel denaro nacque l'esercito professionale inglese.
(Randall Collins)
Dalla seconda metà del XIII secolo, nell’Italia Centro-settentrionale i comuni, gradualmente, cessarono di mobilitare l'intero esercito comunale, limitandosi a chiamare alle armi contingenti più ristretti, ma selezionati, generalmente composti da soli fanti e reclutati tra i cittadini e gli abitanti delle campagne, detti "cernide". Tale prassi proseguì anche nel Trecento, come è documentato nel Ducato di Milano ed a Venezia, dove le cernide erano una milizia territoriale, costituita prevalentemente da contadini.
Nel corso del Medioevo le zone più agiate dell'Europa, specie l'Italia, iniziarono ad affidarsi soprattutto ai mercenari per le loro guerre. Si trattava di gruppi di soldati di mestiere, destinati a ricevere una paga prefissata (il soldo, da cui l'etimologia stessa di "soldato"). I mercenari di solito erano soldati efficaci fin tanto che durava il loro morale, ma - al contrario - pronti a sbandarsi e fuggire nel momento in cui pareva che la partita fosse perduta. Questo era un argomento per ritenerli senz'altro meno affidabili di un esercito permanente. I combattimenti che opponevano unicamente mercenari da entrambe le parti (fondandosi alla fine più sulla "simbolicità" delle manovre che sulla fisicità dello scontro) portavano di conseguenza a spargimenti di sangue relativamente ridotti.
I cavalieri erano indotti alla battaglia da obblighi sociali e feudali, come abbiamo già detto, ma anche dalle prospettive di profitto e di ascesa sociale. Infatti chi tra loro si comportava bene sul campo di battaglia aveva buone probabilità di aumentare i propri possedimenti e/o accrescere il proprio rango. Non andava neppure trascurato il potenziale vantaggio acquisibile dal saccheggio e dalla prassi di chiedere un riscatto per rilasciare i prigionieri nemici. Per i cavalieri la guerra medievale era, tutto sommato, un affare a basso rischio. Vi erano molte buone ragioni per cui i nobili evitavano di uccidersi reciprocamente: sovente erano imparentati, avevano precedentemente combattuto dalla stessa parte ed erano in ogni caso membri di una medesima élite culturale. A ciò si aggiunga che il riscatto da pagare o da incassare poteva essere una somma ingente. Perfino i plebei, che ovviamente non vantavano vincoli di affinità o cultura, difficilmente si sarebbero macchiati le mani con il sangue di un nobile, preferendo piuttosto lucrare sul riscatto, sulla spoliazione di un pregiato cavallo, dell'armatura e degli altri preziosi "accessori" dell'alto lignaggio.

## Equipaggiamento

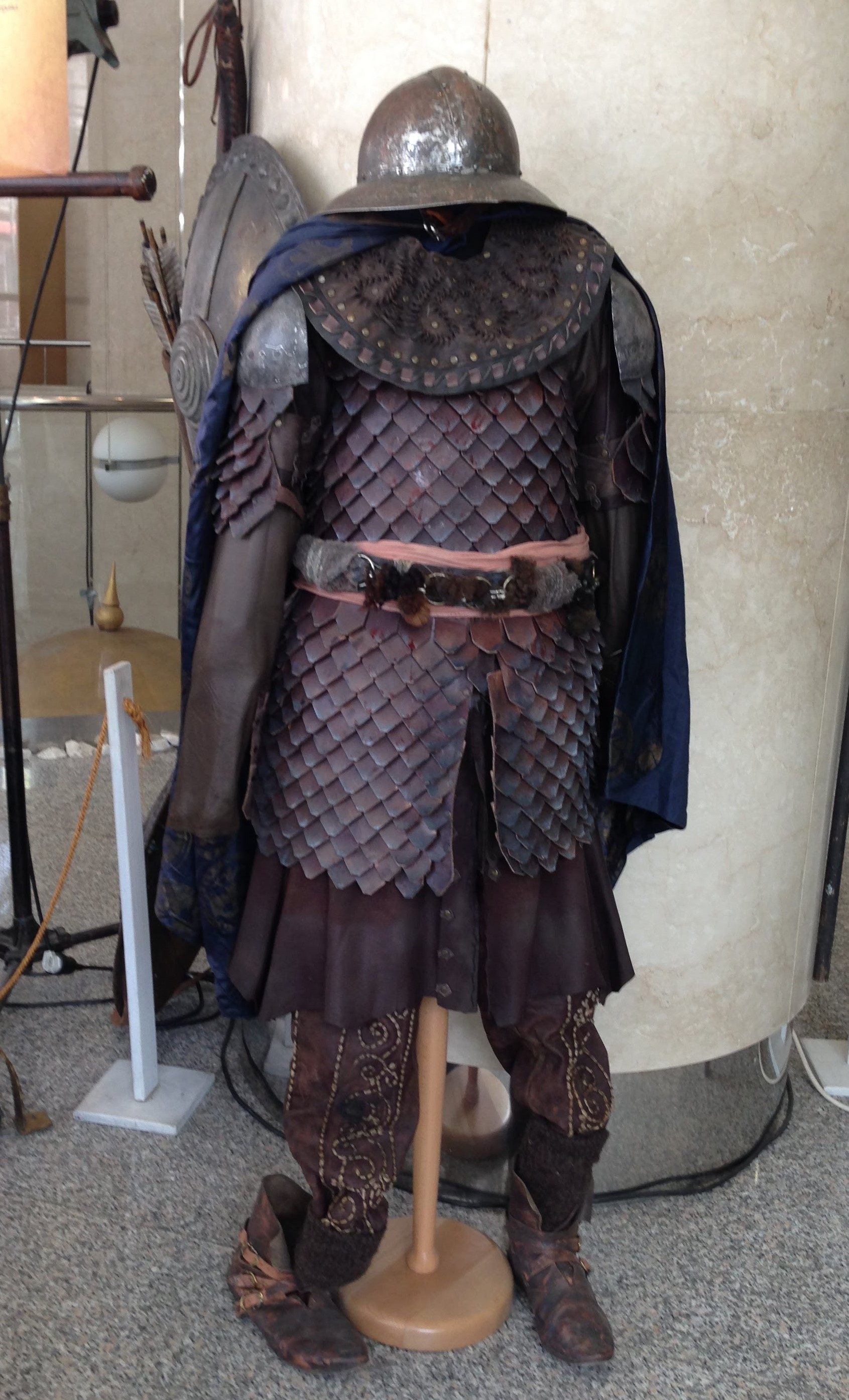
Replica dell'equipaggiamento medievale serbo del XII secolo

Armi
- Arco
- Arco lungo
- Balestra
- Picca
- Lancia
- Scudo
- Daga
- Spada
- Ascia
- Piccozza da cavalleria
- Mazza ferrata
- Martello
- Spadone
- Falcione
- Partigiana
- Alabarda

## Rifornimenti e logistica
Secondo un famoso modo di dire di Napoleone "un esercito marcia sul suo stomaco": ciò ha invero segnato tutte le campagne militari della storia. Dopo la caduta dell'Impero Romano d'Occidente, gli strateghi europei medievali avevano ben poche nozioni di logistica. Mentre le piazzeforti, quali i castelli, erano attentamente rifornite, gli eserciti in campagna non sapevano o non volevano approvvigionarsi razionalmente ed in via preventiva.
Il metodo consueto di risolvere i problemi logistici medievali era foraggiarsi, ovvero "far fruttare la terra". Posto che le campagne medievali erano spesso coordinate al servizio di aree ben popolate d'insediamento umano, un esercito in viaggio requisiva con la forza tutte le risorse disponibili sui territori attraversati, dal cibo alle materie prime ed agli equipaggiamenti. Far fruttare la terra non è molto facile quando non vi è cibo pronto da mangiare, ragion per cui esisteva, almeno in teoria, una canonica "stagione di campagna", volta a condurre la guerra in un tempo prevedibile, quando cioè vi sarebbero stati sia cibo sul terreno sia condizioni meteorologiche relativamente buone.
Questa stagione andava dalla primavera all'autunno, poiché per l'inizio della primavera tutti i prodotti agricoli sarebbero stati messi a dimora, lasciando in tal modo i maschi liberi per la guerra fino al tempo del raccolto, ad autunno avanzato. Il saccheggio di per sé era spesso l'obiettivo di una campagna militare, sia per pagare i mercenari, sia per catturare risorse, ridurre la capacità bellica del nemico, oppure come calcolato affronto al governo avversario. Esempi del genere sono gli attacchi vichinghi attraverso l'Europa, o le chevauchées estremamente distruttive condotte dagli inglesi nella Francia settentrionale nel corso della Guerra dei Cent'anni (1337 - 1453).
Quando un esercito faceva propriamente la scelta, o vi era costretto, di portare con sé i rifornimenti, si istituiva una catena di rifornimento o coda logistica, da un territorio amico all'esercito stesso. La catena di rifornimento dipendeva dal controllo sulle strade (in Europa soprattutto le vecchie strade romane), o su vie d'acqua navigabili come fiumi, canali o mari. Proprio il trasporto via acqua era la soluzione logistica preferita, il trasferimento massiccio di materiali via terra non essendo destinato a rivoluzioni sostanziali sino all'invenzione della ferrovia (1804) e del motore a combustione interna (1823). Durante la Terza crociata (1189-1192), Riccardo I d'Inghilterra fu costretto a rifornire il suo esercito come se fosse stato in marcia attraverso un territorio deserto e sterile. Effettivamente, in quel frangente fece spostare costantemente le truppe lungo la costa, per ottenere rifornimento dalla propria flotta navale. Analogamente, le campagne romane nell'Europa centrale erano spesso imperniate sul controllo dei fiumi Reno e Danubio, sia come ostacoli naturali, sia come vie di comunicazione e lo stesso è documentato nell'Italia settentrionale, dove il Po e i suoi maggiori affluenti, giocarono un ruolo di primo piano negli spostamenti di eserciti e vettovaglie. L'equivalente terrestre era costituito dalle carovane merci (salmerie), che spesso costituivano un aspetto problematico. Infatti, le salmerie costringevano gli eserciti a spostamenti più lenti, e relativamente meno protetti. Gli attacchi ai carriaggi avversari - pensiamo, ad esempio, alla già ricordata battaglia di Agincourt, immortalata dal dramma storico Enrico V di William Shakespeare - potevano paralizzarne definitivamente l'efficienza operativa. Poiché la carovana delle salmerie era sprovvista di scorta, attacchi del genere erano considerati sleali. Ciononostante, il convoglio logistico di un nemico allo sbando era spesso avidamente saccheggiato dai vincitori.
L'insuccesso della logistica per un esercito medievale si traduceva sovente in carestia e malattie, con ovvi riflessi sul morale delle truppe. Frequentemente l'assediante pativa la fame mentre aspettava che l'assediato capitolasse per la stessa ragione; in tal caso era l'assediante che si sbandava e desisteva dall'assedio intrapreso.
epidemie di vaiolo, colera, tifo e dissenteria si diffondevano comunemente negli eserciti medievali, specie se mal riforniti o in condizioni di ozio.
Nel 1347 la peste bubbonica esplose nelle file l'esercito mongolo intento all'assedio di Caffa in Crimea, ed il morbo in seguito si diffuse in tutta Europa, tristemente ricordato come peste nera.
Per gli abitanti di un luogo conteso era abbastanza normale patire la fame nei periodi prolungati di guerra, per tre ragioni:
1. gli eserciti alla ricerca di cibo consumavano tutte le scorte che trovavano
2. i percorsi terrestri seguiti dagli eserciti in movimento devastavano i terreni seminati, vanificando il successivo raccolto
3. i contadini, che costituiva la massa dell'esercito, ossia la fanteria, pativano le perdite maggiori nei combattimenti, e ciò comprometteva ulteriormente le rese della stagione agricola.

## Guerra navale

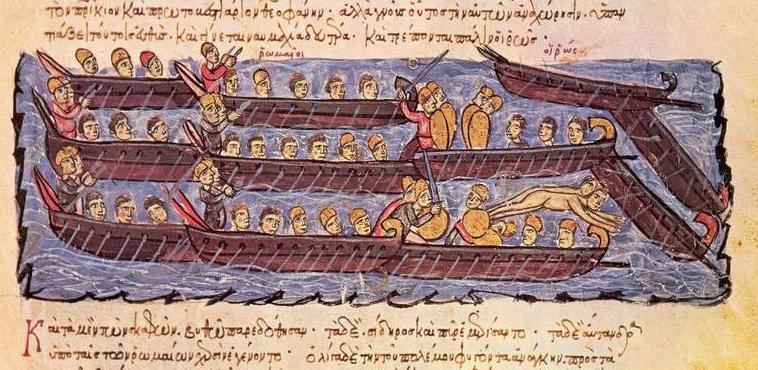
La flotta bizantina respinge l'attacco dei Rus' a Costantinopoli nel 941. I dromoni bizantini stanno fracassando i loro remi con i loro speroni.

Nel mar Mediterraneo la guerra navale continuò ad assomigliare a quella praticata nell'età precedente: flotte di galee spinte da rematori schiavi tentavano di speronarsi reciprocamente, o di abbordarsi per consentire ai "marine" del tempo di combattere sui ponti. Questo stile di combattimento continuerà fino al principio dell'età moderna, come si può facilmente riscontrare nel caso della battaglia di Lepanto. Tra gli ammiragli più celebri del periodo in esame, ricorderemo Andrea Doria, Khair ed-Din e Don Giovanni d'Austria.
Le flotte più forti furono quella della Repubblica di Venezia, dell'Impero Turco, e, fino alla fine del Trecento, quella genovese, da cui ebbe origine tra l'altro la flotta francese, e che per diversi periodi mantenne la superiorità sulla flotta veneziana. Inoltre di grande rilevanza fu la flotta pisana, prima della disfatta della Meloria e il declino definitivo della Repubblica marinara.
Le galee erano invece troppo fragili e difficili da manovrare nel mare del Nord e nell'Oceano Atlantico, benché se ne sia registrato qualche sporadico uso.
Per quei mari furono sviluppate navi più larghe, principalmente propulse a vela, sebbene le drakkar, lunghe navi con una bassa linea di galleggiamento di tipo vichingo, con rilevante apporto dei rematori, siano rimaste in uso fino al XV secolo. Lo speronamento era poco pratico con queste navi a vela, ma il principale scopo di tali navigli restava il trasporto dei soldati per l'abbordaggio (ad esempio alla battaglia di Svolder e alla battaglia di Sluis).
Galee furono impiegate sul Po e sui principali fiumi e laghi dell'Italia settentrionale per operazioni militari durante il XIV ed Il XV secolo, anche se già dal XII secolo gran parte delle città padane erano dotate di flotte fluviali, utilizzate durante assedi, per trasportare armati e derrate alimentari e per combattimenti veri e propri.
Le navi da guerra di questo periodo ricordavano, sul piano costruttivo, le fortezze terrestri. Le pesanti sovrastrutture che le caratterizzavano le rendevano anche piuttosto instabili, ma poiché in uno scontro diretto erano generalmente superiori alle già ricordate navi "a basso bordo", il modello della nave-fortezza fu destinato a prevalere a partire dal XV secolo.
Nel Medioevo si dimostrò difficile montare i cannoni a bordo di una nave da guerra, anche se alcuni furono collocati sui ponti di prua o di poppa. Vennero impiegati piccoli cannoni da manovrarsi a mano e adatti all'uso anti-uomo. I cannoni veri e propri, montati sui ponti in epoca successiva, compromettevano al momento la stabilità del vascello. Si tenga anche presente che i cannoni del tempo peccavano di bassa frequenza di tiro e di imprecisione.

Ma tutto questo era destinato a cambiare alla fine del Medioevo. Il sabordo fu inventato alla fine del XVI secolo da un carpentiere navale di Brest, un certo Descharges. L'inserimento di un'apertura (di norma rettangolare) nel fianco della nave, con un coperchio incernierato in alto (basculante), permise la creazione di un ponte per le bocche da fuoco, sottostante al ponte principale. Il peso dei cannoni distribuito su ponti più bassi aumentò notevolmente la stabilità della nave, ed una fila di cannoni così disposti era pertanto in grado di produrre la bordata, in cui l'ampiezza del fronte di tiro suppliva alla relativa imprecisione. Come esempio, si prenda la Mary Rose, nave ammiraglia della flotta di Enrico VIII d'Inghilterra: aveva trenta cannoni per fianco, ed ognuno era in grado di sparare palle da almeno 4,5 kg. Gli spagnoli accolsero e svilupparono il concetto creando il galeone.

## La fanteria prende il sopravvento
Nel Medioevo il guerriero montato ebbe a lungo il predominio. Il cavaliere - tipicamente munito di pesante armatura, ben motivato ed in sella a cavalli allevati specificamente per la guerra - rappresentava una forza soverchiante, non certo un avversario alla portata del contadino arruolato a forza, o dell'"uomo libero" (l'agricoltore era spesso servo della gleba) armato alla leggera.
Tatticamente vi erano solo due strade che consentissero alla fanteria di sconfiggere la cavalleria in una battaglia diretta: la potenza di fuoco e la massa. Come abbiamo già detto, la potenza di fuoco poteva essere ottenuta con il lancio di proiettili, laddove la massa consisteva di falangi di uomini ristretti in ranghi serrati.
Entrambe le soluzioni erano tecniche ben note dai tempi antichi. I romani usavano anche truppe addette alle armi da lancio, ma il nerbo consisteva nelle legioni, che tentavano di respingere le cariche a cavallo formando dei quadrati vuoti, il cui perimetro era irto di giavellotti (pilum). Gli strateghi asiatici puntavano maggiormente sulla potenza di fuoco, schierando reggimenti di arcieri per scongiurare la minaccia che proveniva dalla cavalleria avversaria. Alessandro Magno combinò i due metodi contro i cavalieri asiatici, schermando il nerbo centrale di fanti con frombolieri, arcieri e lanciatori di giavellotti, prima di scatenare la sua cavalleria pesante alla ricerca degli attaccanti. E pertanto furono proprio le fanterie europee a sovvertire, da ultimo, l'equilibrio delle forze sul campo, a sfavore della cavalleria. Vi sono parecchi esempi in proposito, di cui i più rilevanti furono i picchieri svizzeri e gli arcieri (tiratori di longbow) inglesi.

### I picchieri svizzeri
(Piero Del Negro che cita I lanzichenecchi. La loro storia e cultura dal tardo Medioevo alla Guerra dei trent'anni, di Baumann Reinhard)
L'uso di lunghe picche e di schieramenti molto compatti di fanteria non era raro nel Medioevo. Ad esempio, i fanti fiamminghi alla battaglia di Courtrai (Belgio) affrontarono vittoriosamente gli orgogliosi cavalieri francesi intorno al 1302, e gli irriducibili scozzesi tennero testa ai loro invasori inglesi alla Battaglia di Stirling Bridge, 1297. Parimenti, nello sbarco di Damietta (Egitto) nel corso della Settima crociata (1249), cavalieri francesi momentaneamente appiedati formarono un'impenetrabile falange di lance e scudi per respingere la cavalleria egiziana e riuscirono a proteggere i successivi sbarchi, prima di tornare in sella alle proprie cavalcature approdate all'asciutto. Identica tattica viene descritta nelle fonti norrene quanto meno a partire dal XII secolo. Tuttavia, il merito di aver istituzionalizzato la tattica della picca nel Basso Medioevo viene spesso attribuito agli svizzeri.
Gli svizzeri formavano milizie nell'ambito di un medesimo cantone o di una stessa città, e queste compagini erano in grado di alimentare uno spirito di corpo che si perpetuava nelle compagnie di ventura. Questo, di per sé, non rappresentava una novità.
Risulta da documenti storici che gli svizzeri, marciatori coriacei, riuscissero talora a tenere il passo della cavalleria, sia pure sul terreno circoscritto delle regioni alpine. Una tale mobilità è sorprendente, anche se non priva di analogie con le prestazioni di altri fanti, ma gli svizzeri si distinguevano particolarmente per questa attitudine. Vi sono resoconti di operazioni romane contro i Germani che descrivono fanti nemici trotterellare a fianco della cavalleria, a volte riposandosi le mani sui cavalli usati come sostegno. L'esercito inglese di Enrico V, durante la campagna di Agincourt tentò (peraltro senza successo) di eludere le forze francesi, marciando da 60 a 90 chilometri al giorno seguendo un percorso tortuoso allo scopo di sottrarsi alla stretta dei francesi. Secoli più tardi, i celebri impi, guerrieri zulu in Africa meridionale, segnarono un risultato epocale, raggiungendo - si dice - una sensazionale cadenza di marcia di 75 chilometri giornalieri.
Gli svizzeri per lo più vestivano la stessa corazza ed usavano le stesse armi di qualunque altra forza di fanteria pesante del tempo. Tuttavia la loro esperienza permetteva loro di servirsi di tali mezzi con grande efficacia.
In numerose battaglie antecedenti all'affermarsi degli svizzeri, era piuttosto comune che i picchieri si radunassero ed attendessero l'attacco della cavalleria nemica. L'utilità di una tale scelta variava molto con le circostanze. Se poteva infatti risultare vantaggiosa quando la falange occupava una posizione forte, favorita dalle caratteristiche del terreno, tuttavia presentava la contropartita di concedere maggiore iniziativa agli attaccanti. Per esempio, nella battaglia di Falkirk (1298), i picchieri scozzesi, che pure avevano riportato parecchie vittorie iniziali, fronteggiarono energicamente la cavalleria nemica ma furono colti in una posizione statica; subirono la disfatta, ironicamente, proprio per opera di quello che sarà il secondo pilastro della nascente egemonia del fante: l'arco lungo (o longbow, secondo la denominazione britannica). Gli svizzeri migliorarono la tattica dei picchieri aggiungendo formazioni flessibili e manovre aggressive.
Una tipica formazione di picchieri svizzeri era disposta su tre sezioni di colonne. Gli svizzeri erano particolarmente flessibili: ciascuna sezione poteva operare in autonomia, o al contrario combinarsi con le altre per darsi reciproco sostegno. Potevano formare un quadrato vuoto per svolgere una difesa verso ogni direzione esterna. Potevano avanzare formando una sorta di "scaletta", o produrre un assalto disponendosi a triangolo, creando un effetto cuneo. Potevano costruire attacchi dalle ali dello schieramento - con una colonna che "fissava" l'avversario al centro, mentre un'altra aliquota di svizzeri batteva i fianchi della schiera nemica disponendosi "a scaletta". Potevano radunarsi in profondità in una posizione naturalmente forte, come una collina. Quel che più risultava sconcertante per i nemici era il fatto che gli svizzeri attaccavano e manovravano aggressivamente. Non se ne stavano ad aspettare i cavalieri che attaccassero, ma prendevano loro stessi l'iniziativa, obbligando il nemico a rispondere alle loro mosse. Era una formula che li avrebbe condotti a numerosi successi sul campo.
Essi ottennero una serie di strepitose vittorie in tutta Europa, di cui ricorderemo le battaglie di Morgarten, Laupen, Sempach, Grandson, Morat o Novara. In alcuni scontri la falange svizzera comprendeva anche un certo numero di balestrieri, fornendo alla formazione un potere di arresto per mezzo di proiettili. Il grado di efficacia degli svizzeri, negli anni tra il 1450 ed il 1550, era talmente alto che i più importanti principi europei erano indotti ad assoldare i picchieri svizzeri o a copiarne tattica ed armi (un buon esempio è fornito in proposito dai lanzichenecchi tedeschi).

### Gli arcieri inglesi e gallesi

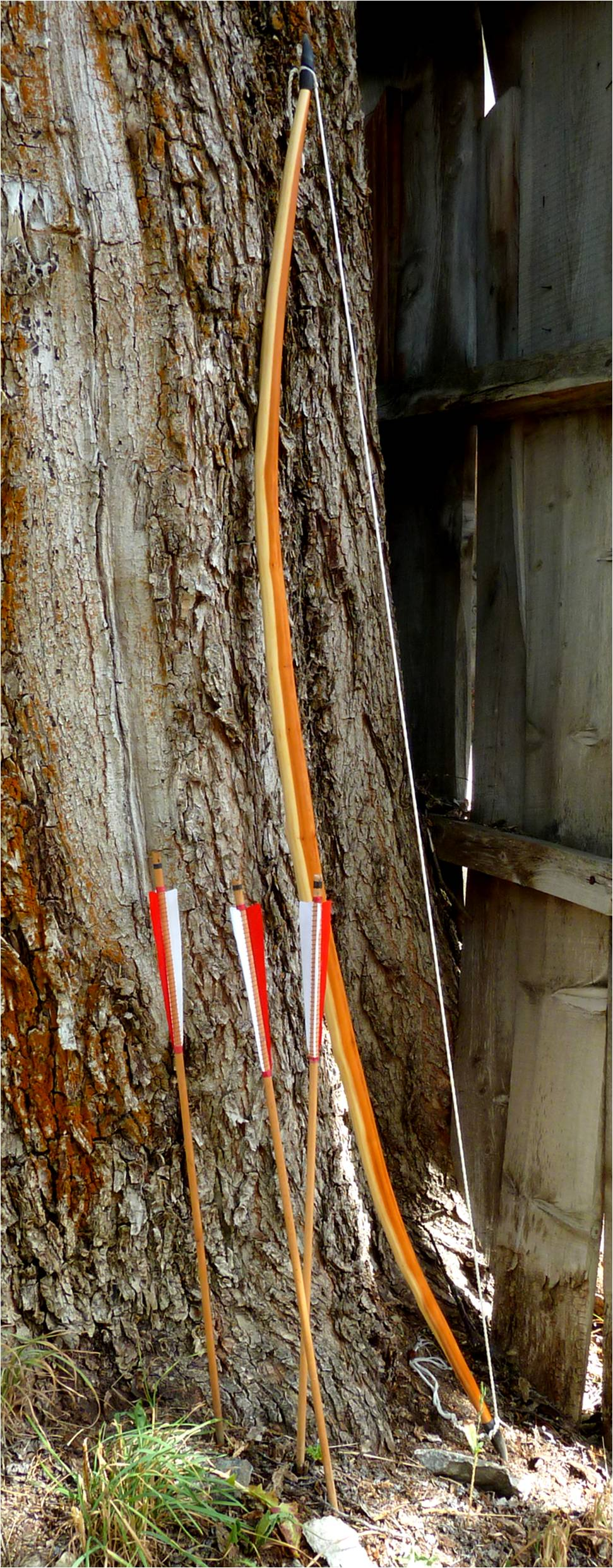
Una replica moderna di un arco lungo inglese.

L'arco lungo inglese portò un'efficienza operativa nuova nei campi di battaglia europei, sino ad allora ampiamente priva di precedenti per le armi da getto tradizionali. Ma era innovativo anche il tipo di arco usato. Laddove gli asiatici si avvalevano di archi compositi (multi-pezzo e multi-materiale), gli inglesi facevano affidamento sul longbow, consistente di un unico pezzo, che proiettava un'acuminata "testata", assolutamente rispettabile quanto a gittata e forza d'urto, idonea a penetrare simultaneamente la piastra dell'armatura ed anche la sottostante maglia di ferro.
Nelle isole britanniche, gli archi erano noti dai tempi remoti, ma fu tra i gallesi tribali che l'efficienza nel relativo uso e costruzione divenne altamente sviluppata.
Grazie agli archi di cui disponevano, i gallesi imposero un elevato tributo di sangue agli inglesi che invadevano la loro terra. Anche se adattato dagli inglesi, il longbow restò in ogni caso un'arma difficile da padroneggiare, ed anzi richiedeva anni di uso ed esercizio per ottenere risultati soddisfacenti. Perfino la costruzione di tale arco voleva tempi lunghi: talvolta erano necessari fino a quattro anni di stagionatura delle "doghe" prima della lavorazione vera e propria. Un tiratore di longbow bene addestrato poteva scagliare più di venti frecce al minuto, una cadenza di tiro superiore a quella delle altre armi da lancio del tempo. Ciò che più si poteva paragonare al longbow era la molto più costosa balestra, spesso impiegata da milizie cittadine e mercenari. La balestra non aveva la gittata del longbow , ma in compenso aveva un enorme potere di penetrazione, e - a differenza del longbow - non richiedeva anni di impegnativo addestramento: da ciò scaturiva la fama di arma "plebea" che affliggeva la balestra, giudicata "non cavalleresca". In effetti, furono emanate svariate leggi in tutta Europa intese a bandire quest'arma "disonorevole e non cavalleresca": superfluo dire che furono ampiamente ignorate.

Ad ogni modo, il longbow - se maneggiato da tiratori esperti - poteva surclassare la balestra, tuttavia tale superiorità non sarebbe durata a lungo, dal momento che nello stesso periodo in cui il longbow raggiungeva il suo apice, in termini militari, in Europa nascevano e si sarebbero sviluppate in poco tempo un nuovo tipo di armi destinate a surclassare sia l'arco, sia la balestra: le armi da fuoco.
Questi tiratori furono impiegati per influire in modo micidiale nel teatro europeo, nel momento in cui un assortimento di re e capi si scontrava con i suoi avversari sui campi di battaglia francesi. Le più famose di tali battaglie furono la Crécy e la già rammentata Agincourt. A Crécy, benché tre volte numericamente inferiori al nemico, gli arcieri inglesi scavarono una posizione difensiva sulla vetta di una collina e respinsero ripetute ondate di avversari con la sola "potenza di fuoco", scaricando nugoli di frecce sulle file dei cavalieri. Nemmeno i 6000 balestrieri genovesi riuscirono a sloggiarli da quella collina, dando così la dimostrazione (seppur involontaria) della superiorità del longbow. Vale tuttavia ricordare che, in quella particolare occasione, i genovesi soffrirono per alcuni errori e decisioni sbagliate assunti dalla fazione francese: infatti i comandanti francesi mandarono subito i balestrieri ad attaccare le linee avversarie, anche se erano sfiniti dalla lunga marcia sia di quel giorno che dei giorni precedenti per spostarsi dalla costa meridionale della Francia fino a Crecy - Froissart ci narra di sei leghe al giorno. Tutto ciò fu sottolineato dal comandante genovese, Ottone Doria, ma i nobili francesi non vollero affatto prendere in considerazione il suo parere. Un altro problema fu dovuto al fatto che, data la frettolosità nel muovere battaglia, non vennero distribuiti ai balestrieri i grandi scudi pavesi, rimasti nelle retrovie e che, normalmente, assicuravano una buona difesa contro i dardi nemici durante il ricaricamento della balestra stessa; dunque i soldati avanzarono stanchi, quasi privi di difese e attaccarono un nemico che, invece, aveva avuto dalla sua tutto il tempo di scegliersi con cura il terreno di battaglia e di fortificarlo in modo adeguato. Infine, quando il primo attacco non ebbe successo ed i balestrieri si stavano ritirando, probabilmente per riorganizzarsi, furono gli stessi "alleati" francesi ad attaccarli alle spalle perché sbarravano loro il cammino, provocando la morte persino dei comandanti genovesi.
In effetti, come si può desumere anche dalle battaglie successive, più che la superiorità dell'arco sulla balestra si trattò della superiorità della tattica inglese su quella francese, quest'ultima infatti contava quasi totalmente sull'attacco e la carica frontale sul nemico, anche quando questi era trincerato in salde e sopraelevate posizioni. Forse, ma qui si entra nell'ambito congetturale della storia, se i genovesi avessero avuto gli archi e gli inglesi le balestre il risultato della battaglia sarebbe cambiato di poco, vista la solida posizione tenuta dagli inglesi che vinsero i francesi non solo in forza del longbow e alle difese ben predisposte ma anche grazie ai loro picchieri.
Ad Agincourt, quasi un secolo dopo, i francesi che non avevano ancora preso coscienza della potenza dei professionisti britannici dell'arco, con ardore degno delle galliche tradizioni tentarono di travolgerli con potenti cariche di cavalleria. Considerata la netta superiorità numerica di cui godevano, non fu velleitario da parte loro nutrire la fiducia di una facile vittoria. Invero, dopo aver marciato per tutta la Francia nel tentativo di raggiungere Calais in sicurezza, gli inglesi erano realmente sudici, stanchi ed affamati, ma il terreno della Somme si era già rivelato fatale per più di un attaccante. Migliaia di cavalieri francesi tentarono di caricare, nel fango che arrivava al ginocchio, sfidando affrontando migliaia di frecce che trapassavano pure le armature, straziavano le carni, mutilavano i cavalli. Gli inglesi avevano piazzato dei pali aguzzi di fronte alla formazione degli arcieri per ostacolare la carica degli equini. Neppure smontati (come avvenne successivamente) i francesi riuscirono a farsi largo tra le schiere dei morti, nella tempesta di frecce. Inutile dire che la vittoria fu totale, e decimò un'intera generazione di nobiltà francese portando al tramonto il feudalesimo.
Difficile da impiegare nella manovra di attacco, caratterizzata da energica spinta dinamica, il longbow dava il meglio di sé nella battaglia difensiva. Contro avversari a cavallo, o contro altre unità di fanteria, le file di questi arcieri venivano dispiegate su linee sottili, protette e schermate da fosse (come avvenne alla battaglia di Bannockburn - 1314), steccati o altre opere campali assimilabili a trincee. Sovente il terreno veniva scelto accuratamente, in modo che gli arcieri ne fossero avvantaggiati e potessero costringere i nemici in un collo di bottiglia (al modo di Agincourt), oppure ad arrampicarsi "sotto tiro" su un'aspra salita (al modo di Crécy). A volte invece gli arcieri venivano schierati in una piatta formazione a "W", che permetteva loro d'intrappolare e colpire d'infilata i nemici.

## La transizione alla guerra con la polvere da sparo
Considerate assieme, la massa delle picche e la potenza di fuoco degli archi posero fine al dominio della cavalleria sulla scena europea, e determinarono un nuovo equilibrio di forze, che ora favoriva il - prima negletto - soldato appiedato. La guerra con la polvere da sparo avrebbe enfatizzato viepiù questo principio. La cavalleria pesante restò comunque uno strumento di rilievo nei campi di battaglia europei, una realtà che sarebbe tramontata solo alla fine del XIX secolo, quando il progresso oplologico avrebbe trasformato il cavaliere in un bersaglio troppo facile.

## Conquistatori medievali

### Gli arabi
Le prime conquiste arabo-musulmane iniziarono nel VII secolo dopo la morte del profeta islamico Maometto (632), e furono segnate da un secolo di rapida espansione araba oltre la relativa penisola sotto i califfati dei Rāshidūn e degli Omayyadi. Sotto i Califfi Rāshidūn, gli arabi conquistarono l'impero persiano, oltre agli ex possedimenti romani in Siria ed Egitto nel corso delle guerre arabo-bizantine, il tutto compreso nel periodo che va dal 633 al 640. Sotto gli Omayyadi, l'impero arabo si estese da parti del subcontinente indiano, attraverso l'Asia centrale, il Medio Oriente, il Nordafrica, e l'Italia meridionale, fino alla penisola iberica e i Pirenei.
L'impero arabo divenne il più grande che il mondo avesse mai visto, fino all'impero mongolo, diversi secoli più tardi.
Il più famoso comandante militare arabo dell'epoca iniziale fu Khalid ibn al-Walid (592-642), noto pure come La spada di Allah. Per il fatto di non aver mai patito sconfitte in oltre cento battaglie, anche contro soverchianti contingenti degli imperi romano e persiano, e dei rispettivi alleati, Khalid è stimato uno dei più brillanti condottieri della storia universale. I suoi più memorabili successi si identificano con le già ricordate conquiste dell'impero persiano e della Siria "romana", nel triennio dal 633 al 636, laddove sul piano squisitamente tattico si distinse per la sua manovra di doppio aggiramento contro le forze (numericamente superiori) dei persiani alla battaglia di al-Walaja (633), e per le decisive vittorie contro le massicce forze combinate di persiani, bizantini e arabi cristiani nella battaglia di Firaz (634), ed ancora contro predominanti schieramenti di Bizantini, Ghassanidi, russi, slavi, franchi, georgiani ed armeni nella battaglia dello Yarmuk (636). Fra i grandi strateghi musulmani, ricordiamo ʿAmr ibn al-ʿĀṣ, il protagonista della conquista islamica dell'Egitto (639-654) ai danni dell'Impero bizantino, Sa'd ibn Abi Waqqas alla battaglia di al-Qadisiyya (636 o 637) contro l'impero persiano, Tariq ibn Ziyad durante la conquista omayyadi della Spagna ai danni dei visigoti (711–718), Ziyād ibn Ṣāliḥ al-Khuzā'ī alla Battaglia del Talas (751) contro i cinesi della dinastia Tang, e Saladino (1138-1193) contro i crociati.
Inizialmente le forze armate arabe consistevano di fanteria leggera, cavalleria leggera e poca cavalleria cammellata. Al contrario, l'esercito bizantino e quello persiano della medesima epoca impiegavano largamente la fanteria pesante (le già ricordate legioni romane, e i daylamiti di Persia) e la cavalleria pesante (catafratti e clibanarii) che erano meglio equipaggiate, dotate di protezione pesante, e più esperte e disciplinate. Inoltre, bizantini e persiani erano guidati da esperti generali come Eraclio I di Bisanzio e - rispettivamente - Rostam Farrokhzād. Malgrado il fatto che fossero quasi sempre ampiamente svantaggiati sul piano numerico al confronto con bizantini e persiani, gli arabi riuscirono a sovvertire i pronostici e a battere i nemici ogni volta, soprattutto perché erano guidati da geni tattici come Khalid ibn al-Walid, ʿAmr ibn al-ʿĀṣ, e Saʿd ibn Abī Waqqāṣ, ma anche perché la miglior mobilità delle unità leggere di cavalleria e fanteria consentiva loro di eseguire più efficaci manovre, come le varie forme di "affiancamento", tra cui il già ricordato doppio aggiramento. Quest'ultimo atto tattico, infatti, compiuto con successo da Khalid ibn al-Walid nel 633 ad al-Walaja (ʿAyn Dāhik, presso l'Eufrate, 52 km a SE di al-Hira) contro prevalenti forze persiane, ha fatto paragonare la grandezza di tale comandante a quella di Annibale, l'unico a cui fosse precedentemente riuscita un'analoga impresa (battaglia di Canne, 216 a.C.).
Il terzo segno della potenza araba sarebbe stato il più chiaro per un contemporaneo. Era il vigore e l'audacia degli eserciti arabi che divoravano inarrestabili città dopo città, paese dopo paese, subendo a malapena qualche rallentamento. Il successo arabo era senz'altro dovuto alla volontà - nelle grandi masse della popolazione conquistata - di accordarsi con i guerrieri dell'Islam, in tal modo sbarazzandosi dei loro vecchi padroni imperiali e semplificando assai le cose per i nuovi padroni. Il valore dei soldati arabi e la loro maestria con il cammello contribuirono certo alle vittorie della mezzaluna. Ma l'assoluta fiducia in sé stessi e nella missione islamica fu forse il principale elemento delle relative conquiste. Gli arabi erano al contempo certi di essere il popolo eletto da Dio, e conformati all'"esprit de corps" della loro arcaica società originaria, tribale e bellicosa. Sia fattori islamici sia fattori non islamici sottolineavano la singolarità degli arabi musulmani. Erano costantemente persuasi di aver conquistato il mondo intero e di dominarlo, e che ciò avveniva perché avevano consapevolezza di sé stessi, su cui facevano affidamento tanto quanto sulla volontà di Dio. La fede e la fiducia nella propria unicità permise loro di sopravvivere a due guerre civili tra califfi, e prima che fosse trascorso un secolo queste qualità avrebbero condotto i conquistatori per due volte alle porte di Costantinopoli, ai confini dell'attuale Francia, ed alle frontiere dell'impero cinese.

### I vichinghi
I vichinghi - all'apogeo della loro potenza - erano la forza più temuta in Europa a causa del loro coraggio e della loro forza. Le scorrerie dal mare non erano certo una novità, ma i vichinghi portarono tale pratica alle vette di un'autentica arte, e, a differenza di ogni altro predone, per tale via avrebbero nel lungo periodo trasformato il volto dell'Europa. Nell'era dei vichinghi le loro spedizioni, che sovente mescolavano scorreria e commercio, penetrarono in gran parte di quel che era stato l'impero dei franchi, nelle isole britanniche, nel Mar Baltico, nella Russia, nella Spagna (cristiana e musulmana). Molti vichinghi si diedero da fare anche come mercenari, e la leggendaria guardia variaga, al servizio dell'imperatore di Costantinopoli, si avvaleva largamente di guerrieri scandinavi.

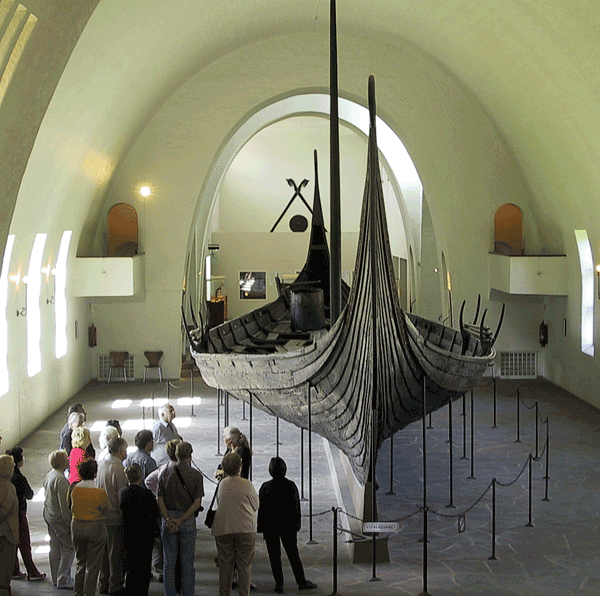
La Nave di Oseberg (Museo delle navi vichinghe di Oslo, Norvegia)

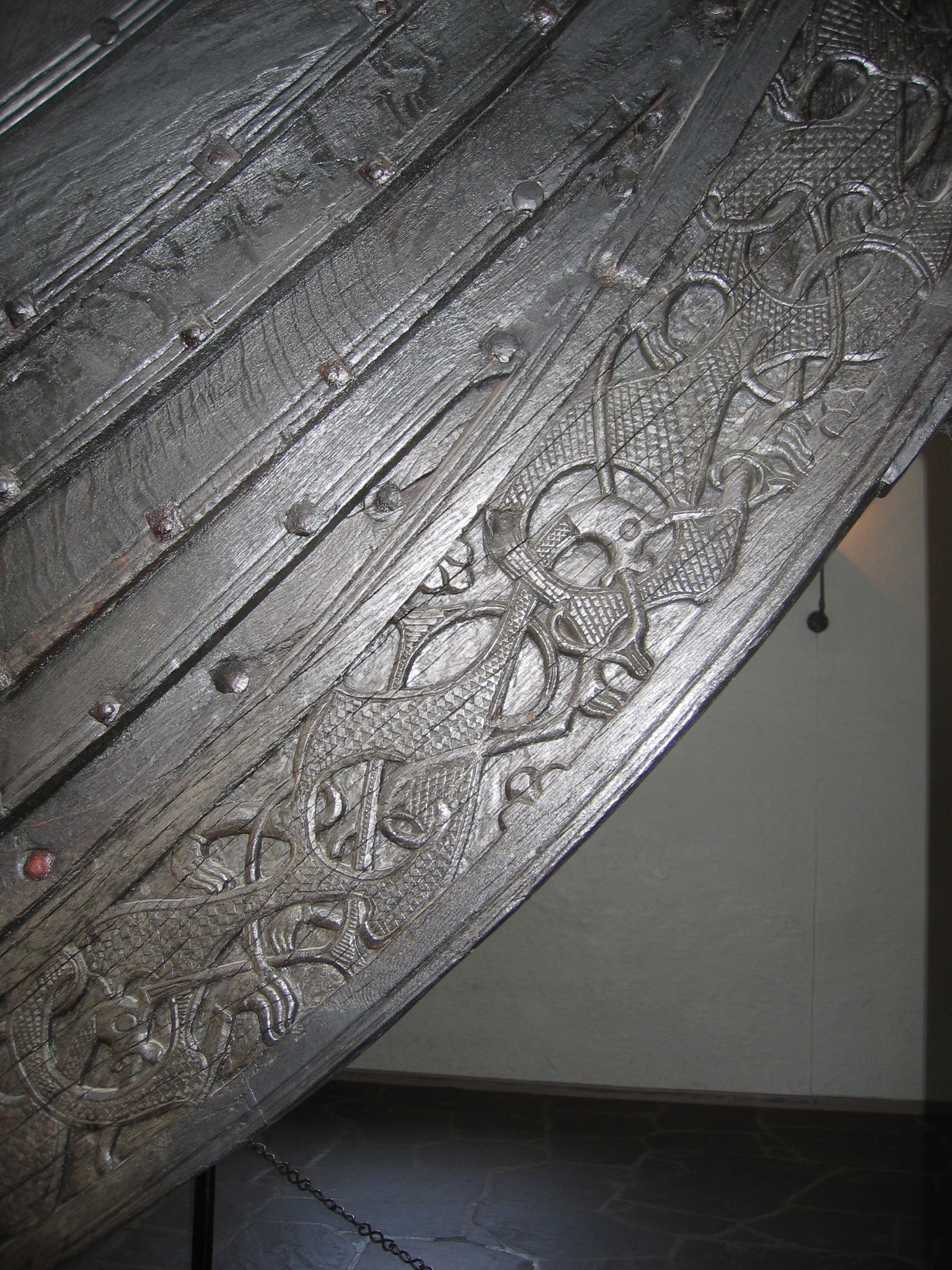
Dettaglio della nave di Oseberg (si noti il caratteristico fasciame)

Le imbarcazioni vichinghe (di cui abbiamo già trattato nella sezione sulla guerra navale) si manovravano agevolmente, erano adatte al mare aperto ma pure ai fondali bassi, e trasportavano guerrieri che si potevano facilmente sbarcare a riva, grazie all'attitudine di quei vascelli ad accostare dappresso la terraferma. Lo stile di combattimento vichingo era rapido e mobile, fondandosi nettamente sull'elemento sorpresa, e tendeva a catturare cavalli per esaltare la mobilità immediata, piuttosto che per caricarli sulle navi e razziarli. Il loro metodo normale consisteva nell'agganciare un bersaglio invisibilmente, colpire a sorpresa, poi sparpagliarsi ritirandosi alla svelta. La loro tattica era difficile da bloccare, assomigliando a quella dei guerriglieri di ogni tempo e latitudine: scegliere di combattere quando e dove aggrada agli incursori. Il guerriero vichingo, munito di attrezzatura completa, vestiva un elmo di ferro ed una cotta di maglia metallica, e combatteva con un assortimento di ascia, spada, scudo, picca o con la grande ascia "danese" (da impugnare) a due mani, sebbene il tipico predone fosse di solito senza armatura, ma dotato solo di scudo, ascia ed eventualmente una picca.
Gli avversari dei vichinghi si trovavano spiazzati nel dover fronteggiare aggressori che, come si è visto, praticavano una guerra "mordi e fuggi": al termine dei loro colpi di mano, i vichinghi riparavano nelle loro basi dislocate in Svezia, Danimarca, Norvegia e nelle loro colonie atlantiche.
Con l'andare del tempo, le spedizioni vichinghe si fecero più articolate, trasformandosi in attacchi coordinati sostanziati da pluralità di forze e grosse concentrazioni di armati, come nel caso di quel "grande esercito pagano" che imperversò sull'Inghilterra anglo-sassone nel IX secolo. Di conseguenza, i vichinghi iniziarono a conservare il possesso delle aree su cui si erano infiltrati, dapprima svernando nelle medesime, successivamente consolidando le teste di ponte per quell'espansione che avrebbe definitivamente cambiato l'Europa.
Con l'affermarsi di un'autorità centrale nella regione scandinava, finì l'era delle scorribande vichinghe di pura "rapina", ed iniziò un'epoca di autentiche missioni di conquista. Nel 1066, re Harald III di Norvegia invase l'Inghilterra, ma venne presto sconfitto da Harold Godwinson, figlio di uno dei conti anglo-danesi-norvegesi (poi divenuto re Canuto I di Danimarca), a sua volta vinto da Guglielmo di Normandia, discendente del vichingo Rollone, che aveva accettato la Normandia come feudo dal re dei franchi. Tutti e tre i re avevano puntato gli occhi sulla corona inglese (Harald probabilmente mirava soprattutto alla signoria sulla Northumbria), più che essere lusingati dal saccheggio.
A questo punto gli scandinavi erano entrati nel loro Medioevo, e lo sviluppo del potere centrale aveva creato i regni di Danimarca e Norvegia, e poco più tardi avrebbe creato quello di Norvegia. Gli scandinavi iniziarono ad adattare usi più continentali, benché essi - e segnatamente i norvegesi - mantennero sempre un proprio stile di combattimento con un'enfasi sul potere navale che risaliva a tempi antichissimi: la nave da guerra "vichinga", costruita a fasciame sovrapposto, sarà usata proficuamente in combattimento almeno fino al XIV secolo, e le più grandi navi da guerra scandinave di questo tipo provengono tutte dal periodo medievale. Ad ogni modo, gli stretti legami commerciali e diplomatici tra la Scandinavia ed i vicini stati cattolici garantivano agli scandinavi un costante aggiornamento con i progressi continentali nell'arte della guerra.

### I mongoli
I nomadi mongoli rappresentarono una delle forze più temute tra quelle che mai avessero calcato i campi di battaglia. Operando per mezzo di potenti ondate di cavalleria, consistenti di "manovriera" cavalleria leggera ed arcieri a cavallo, accompagnate da unità tattiche minori, che complessivamente andavano a coprire l'estensione di decine di chilometri, i feroci cavalieri raggiungevano un'efficacia traumatizzante, mettendo assieme mobilità e potenza di fuoco ad un grado che non verrà eguagliato sino all'era della polvere da sparo. Per circa due secoli, a partire dall'esordio di Gengis Khan intorno al 1200, questo popolo sbaragliò alcuni tra i più potenti, saldi, evoluti imperi del mondo, estendendo - al culmine del suo successo - la propria influenza su un dodicesimo circa di tutte le terre emerse, ovvero dall'Asia all'Europa occidentale.
L'armata mongola, da semplice esercito di nomadi, si era evoluto fino a diventare un'armata enorme: all'apice della sua potenza disponeva forse di un milione di uomini. I suoi soldati erano addestrati ad attaccare in squadre di 10, 100, 1000 o anche 10 000 uomini. Questi uomini erano estremamente addestrati, molto organizzati e spietati (vedi i paragrafi successivi), e questo spiega in parte le loro vittorie.
I mongoli schieravano tre armi generali: archi, scimitarre, lance. La più importante di queste era il temuto arco mongolo. Al pari di altri archi asiatici, quello mongolo era un arco composito, consistente di colla, corno, tèndine, legno o bambù. Gli archi erano per lo più fatti in casa, ed erano assai eterogenei. Ad ogni modo, l'arco era davvero l'arma centrale per i mongoli, ed aveva una portata di oltre 200 metri. Le frecce erano di vari "calibri", a seconda dello scopo tattico: si andava da "testate" in grado di perforare pesanti corazze, ad un assortimento di frecce in grado di percorrere distanze maggiori, o per impiego speciale, come quelle incendiarie.
I mongoli erano guerrieri straordinariamente duri, avvezzi a privazioni ed avversità, ed animati da ferrea determinazione. Formavano un binomio inscindibile e micidiale con i loro cavalli: i "pony" delle steppe, esseri duri quanto i loro conduttori umani.
Avevano alle spalle le aspre steppe natie, e fin dall'infanzia avevano trascorso ore ed ore in sella. I pony non fornivano solo un mezzo di trasporto per la guerra, ma erano essenziali per l'economia della steppa, procurando doti matrimoniali, latte, sangue, carne, pelo e pellame per abbigliamento e tende, e molto materiale necessario (come abbiamo elencato poc'anzi) per costruire archi compositi e relative frecce. Durante gli spostamenti, il guerriero mongolo si avvaleva di un manipolo di cavalli, montandoli a rotazione in modo da aumentare la velocità media di marcia. Messo alle strette, egli "salassava" qualche cavallo scelto per l'occorrenza, e placava la fame con il sangue estratto. Di regola, il mongolo era piuttosto cinico con i suoi cavalli: sarebbe stato pronto a disfarsene o a macellarli senza tanti sentimentalismi, se le circostanze lo avessero richiesto.
I guerrieri mongoli erano rigidamente organizzati in unità tattiche di dieci uomini, a loro volta costituenti il "mattone" fondamentale di unità più grandi, corrispondenti più o meno ad un moderno reggimento, che assieme a diversi altri raggruppamenti culminavano nella formazione organica campale (il famoso tumen mongolo) che annoverava diecimila cavalieri. Ad ogni modo, queste unità venivano spesso accorpate, o - al contrario - suddivise, a seconda delle necessità contingenti. Il coordinamento delle operazioni era garantito da una rete di comandanti di vario rango, e dalle comunicazioni per mezzo di corni, segnali di fumo, bandiere ed altri strumenti (in sostanziale analogia, come abbiamo visto, con le coeve forze armate europee).
Il sistema logistico dei mongoli si distingueva per mobilità e praticità. La maggior parte delle colonne o tumen erano autosufficienti nel breve periodo. Gli eserciti mongoli sfruttavano intensivamente i territori attraversati. L'equipaggiamento più pesante, assieme al grosso del materiale, era probabilmente trasportato da convogli di rifornimento, sebbene in realtà possediamo scarse informazioni sulla logistica degli assedi mongoli. Parte della loro artiglieria leggera forse veniva trasportata assieme ai mobili eserciti a cavallo. Pare che le grandi mute di cavalli di scorta ponessero problemi in caso di prolungate permanenze al di fuori della steppa - un esercito mongolo fuori dalla steppa doveva essere costantemente in movimento.
La tattica mongola era contrassegnata da velocità, sorpresa e masse in movimento. Si avvicinavano in colonne ampiamente separate l'una dall'altra, sia per agevolare la logistica, sia per guadagnare spazio di manovra. Dopo aver isolato il proprio bersaglio, i tumen si schieravano in ampie fila, convergendo sul nemico da varie direzioni. Stabilito il contatto, i mongoli "giocavano come il gatto con il topo", ripiegando mentre massacravano il nemico con potenti bordate di frecce, o simulando una carica per poi scartare repentinamente al contempo scaricando un'altra pestilenziale pioggia di proiettili. Se gli avversari abboccavano a questi tranelli, erano spacciati e sarebbero stati liquidati rapidamente. La continua pioggia di frecce, i nugoli convergenti di cambi di direzione e affondi di "assaggio", messi in atto dai mongoli nel loro accerchiamento, erano normalmente sufficienti per "frollare" il nemico. Di regola, ad un certo punto i loro antagonisti si sbandavano, e proprio allora iniziava il massacro vero e proprio. Come abbiamo già detto, chi si ritira è più indifeso, ed i mongoli non lasciavano scampo ad alcuno.
I mongoli non ragionavano in modo rigido, e neppure si riconoscevano nello spirito cavalleresco che in Europa era considerato una virtù. Praticavano un gran numero di suddivisioni tattiche, a seconda delle circostanze contingenti, e fingevano di ritirarsi per trarre in inganno i malcapitati inseguitori, eseguivano imboscate, e in continuazione pungolavano ed assalivano di sorpresa il nemico.
Essendo principalmente guerrieri a cavallo, per superare le fortificazioni nemiche i mongoli facevano ampio ricorso ad "ingegneri d'assedio" catturati o assoldati. I convogli di salmerie portavano nella scia dei tumen una gran quantità di macchine d'assedio, che venivano schierate contro le città nemiche, ma si impiegava anche legname od altro materiale rinvenuto sul posto per mettere in campo ulteriori mezzi da assedio. I mongoli non erano inclini a sdolcinatezze, ma al contrario usavano ogni mezzo per raggiungere il loro scopo, dallo scavo di gallerie all'aiuto proveniente da traditori. La città che veniva sopraffatta con l'assedio subiva massacri e saccheggi senza pietà. Se la città capitolava senza opporre tanta resistenza, riusciva a risparmiarsi il peggio, però doveva comunque abbandonare ai conquistatori i propri tesori, materiali ed umani. Il periodo d'oro dei mongoli vide miriadi di carovane che trascinavano bottino verso la "patria" mongola: le steppe.
La crudeltà dei mongoli pare aver lasciato un segno indelebile, perfino per gli standard - non esattamente teneri - del Duecento. Applicavano una vera politica del terrore. Era per loro piuttosto normale radunare i superstiti di una città o di una zona, per costringere le vittime ad andare contro la loro stessa gente. Cronache del tempo raccontano di montagne di ossa, o di ampie zone incendiate e ridotte a cumuli di macerie, totalmente private di ogni forma di vita. Non c'è dubbio che tutto ciò rientrasse in un vasto piano di guerra psicologica, che peraltro produceva i suoi risultati, posto che talora gli aggrediti cedevano ai mongoli senza neppure tentare una difesa.
Nel 1241, espugnata gran parte della Russia, i mongoli iniziarono l'invasione dell'Europa con una vasta avanzata "a tridente", sulle orme dei fuggitivi Cumani, che avevano stretto una malferma alleanza con Bela IV re d'Ungheria. Dapprima invasero la Polonia, poi la Transilvania, e infine l'Ungheria, la cui campagna culminò nella batosta inflitta agli invasi con la battaglia di Mohi. Pare che i mongoli perseguissero con tenacia lo scopo di scompaginare l'alleanza ungaro-cumana. I mongoli compirono incursioni attraverso i confini di Austria e Boemia nell'estate in cui morì il Gran Khan, ed i principi mongoli tornarono in patria per eleggere il suo successore. L'Orda d'Oro si sarebbe scontrata spesso con ungheresi, lituani e polacchi nel XIII secolo, con due grandi infiltrazioni, rispettivamente verso il 1260 e verso il 1280. Nel 1284 gli ungheresi riuscirono a respingere l'ultimo grande attacco mongolo al loro territorio, ed analoga impresa fu compiuta dai polacchi nel 1287. L'instabilità dell'Orda d'Oro è stata la probabile causa della pacificazione del fronte occidentale dell'Orda. Ungheresi e polacchi reagirono alla mobile minaccia mongola con un'imponente attività di costruzione di fortificazioni, con la riforma dell'esercito (implicante una migliorata cavalleria pesante), e rifiutando la battaglia finché non acquisivano un controllo del campo di battaglia tale da neutralizzare la superiorità locale dei mongoli. I lituani facevano affidamento sull'intensa forestazione del loro territorio, e con la cavalleria compivano incursioni nella Russia, dominata, al tempo, dai mongoli.

### I turchi
I commerci tra Cina, Medio Oriente ed Europa lungo la Via della seta si prolungarono in tutto il Medioevo. Le popolazioni turche furono esposte alla tecnologia a partire dai tempi dell'Impero romano, ed al benessere finanziario conseguente al fatto di trovarsi a metà strada sulle rotte commerciali. Già gli antichi selgiuchidi erano noti per i loro arcieri a cavallo. Questi bellicosi nomadi conducevano incursioni frequenti negli imperi confinanti (come quello bizantino) ed ottennero numerose vittorie giovandosi della mobilità per battere i pesanti catafratti di Bisanzio. Memorabile fu la vittoria di Manzicerta, in cui i turchi approfittarono magistralmente di una diatriba che divideva i vertici bizantini, anche sul campo di battaglia. Colpivano i catafratti con frecce, ne avevano la meglio con manovre più accorte, poi la loro cavalleria leggera - armata di scimitarre - chiudeva la partita contro la meno mobile fanteria di Bisanzio, la cui preparazione a Manzicerta era particolarmente scadente per l'infausta politica di Costantino X Ducas, che aveva smobilitato pochi anni prima, per motivi di bilancio, i migliori e più efficienti contingenti mercenari che sorvegliavano validamente da lungo tempo i confini dell'Impero.